# Начальные и граничные условия
В теории дифференциальных уравнений начальные и граничные условия — дополнение к основному дифференциальному уравнению (обыкновенному или в частных производных), задающее его поведение в начальный момент времени или на границе рассматриваемой области соответственно.
Обычно дифференциальное уравнение имеет не одно решение, а целое их семейство. Начальные и граничные условия позволяют выбрать из него одно, соответствующее реальному физическому процессу или явлению. В теории обыкновенных дифференциальных уравнений доказана теорема существования и единственности решения задачи с начальным условием (т. н. задачи Коши). Для уравнений в частных производных получены некоторые теоремы существования и единственности решений для определённых классов начальных и краевых задач.

## Терминология
Иногда к граничным относят и начальные условия в нестационарных задачах, таких как решение гиперболических или параболических уравнений.
Для стационарных задач существует разделение граничных условий на главные и естественные.
Главные условия обычно имеют вид {\displaystyle u(\partial \Omega )=g}, где {\displaystyle \partial \Omega } — граница области {\displaystyle \Omega }.
Естественные условия содержат также и производную решения по нормали к границе.

## Пример
Уравнение {\displaystyle {\frac {d^{2}y}{dt^{2}}}=-g} описывает движение тела в поле земного тяготения. Ему удовлетворяет любая квадратичная функция вида
{\displaystyle y(t)=-gt^{2}/2+at+b,} где {\displaystyle a,b} — произвольные числа. Для выделения конкретного закона движения необходимо указать начальную координату тела и его скорость, то есть начальные условия.

## Корректность постановки граничных условий
Задачи математической физики описывают реальные физические процессы, а потому их постановка должна удовлетворять следующим естественным требованиям:
1. Решение должно существовать в каком-либо классе функций;
2. Решение должно быть единственным в каком-либо классе функций;
3. Решение должно непрерывно зависеть от данных (начальных и граничных условий, свободного члена, коэффициентов и т. д.).

Требование непрерывной зависимости решения обусловливается тем обстоятельством, что физические данные, как правило, определяются из эксперимента приближённо, и поэтому нужно быть уверенным в том, что решение задачи в рамках выбранной математической модели не будет существенно зависеть от погрешности измерений. Математически это требование можно записать, например, так (для независимости от свободного члена):
Пусть задано два дифференциальных уравнения: {\displaystyle Lu=F_{1},~Lu=F_{2}} с одинаковыми дифференциальными операторами и одинаковыми граничными условиями, тогда их решения будут непрерывно зависеть от свободного члена, если:

{\displaystyle \forall \varepsilon >0~\exists \delta >0:~\left(\|F_{1}-F_{2}\|<\delta \right)\Rightarrow \left(\|u_{1}-u_{2}\|<\varepsilon \right)}, где {\displaystyle u_{1}}, {\displaystyle u_{2}}- решения соответствующих уравнений.
Множество функций, для которых выполняются перечисленные требования, называется классом корректности. Некорректную постановку граничных условий хорошо иллюстрирует пример Адамара.